# Magnus van Avignon

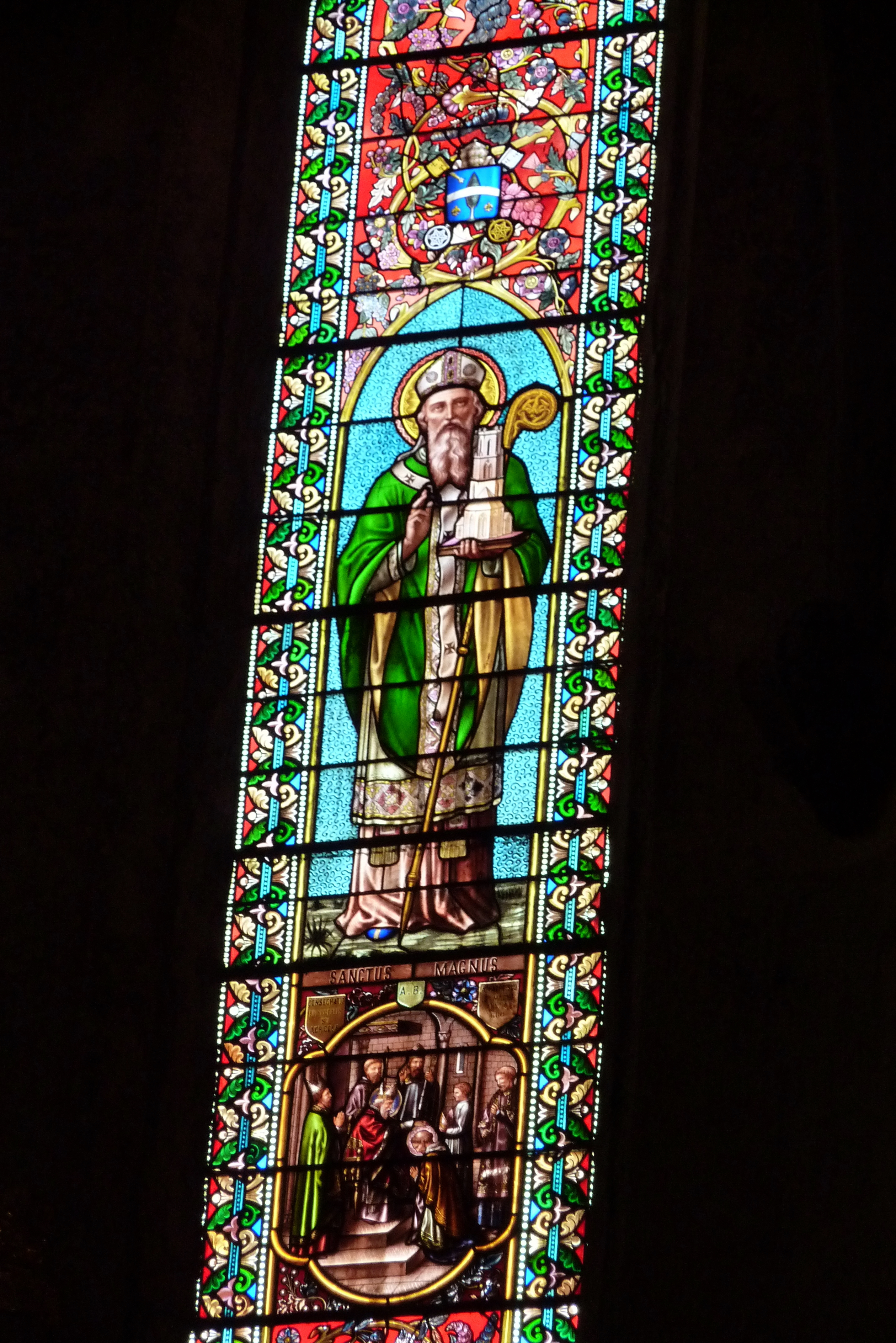
Glasraam met Magnus van Avignon, in de kerk gewijd aan zijn zoon Agricola

Magnus van Avignon (7e eeuw) was bisschop van Avignon in de tijd dat Merovingers het Frankenrijk bestuurden. Van hem wordt verhaald dat hij discipline eiste bij de geestelijkheid van Avignon. Hij nam zijn zoon Agricola van Avignon tot hulpbisschop. Zijn zoon volgde hem op en Magnus trok zich terug in het klooster van Lérins.
Na zijn dood werd Magnus heilig verklaard. Zijn feestdag is op 17 augustus.